# Uroleucon stoetzelae
Uroleucon stoetzelae är en insektsart. Uroleucon stoetzelae ingår i släktet Uroleucon och familjen långrörsbladlöss. Inga underarter finns listade i Catalogue of Life.